# عصب نخاعی
عصب نخاعی (به انگلیسی: Spinal Nerve)، مخلوطی از اعصاب حرکتی، حسی و خودمختار بین طناب نخاعی و بدن است. در بدن انسان ۳۱ جفت عصب نخاعی وجود دارند، که در دو طرف ستون مهره‌ها قرار دارند. این اعصاب در تناظر با نواحی مهره‌های گردنی، سینه‌ای، کمری، استخوان خاجی و دنبالچه‌ای، دسته‌بندی می‌شوند. هشت جفت اعصاب گردنی، دوازده جفت اعصاب سینه‌ای، پنج جفت اعصاب کمری، پنج جفت اعصاب استخوان خاجی، و یک جفت اعصاب دنبالچه‌ای وجود دارد. اعصاب نخاعی بخشی از دستگاه عصبی پیرامونی اند.

## ساختار

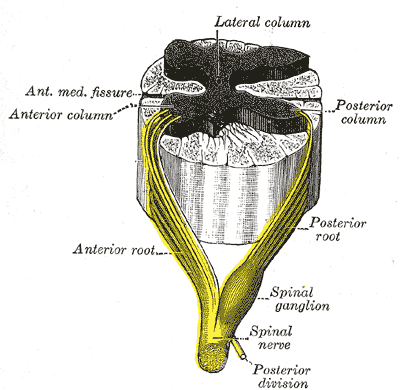
عصب نخاعی

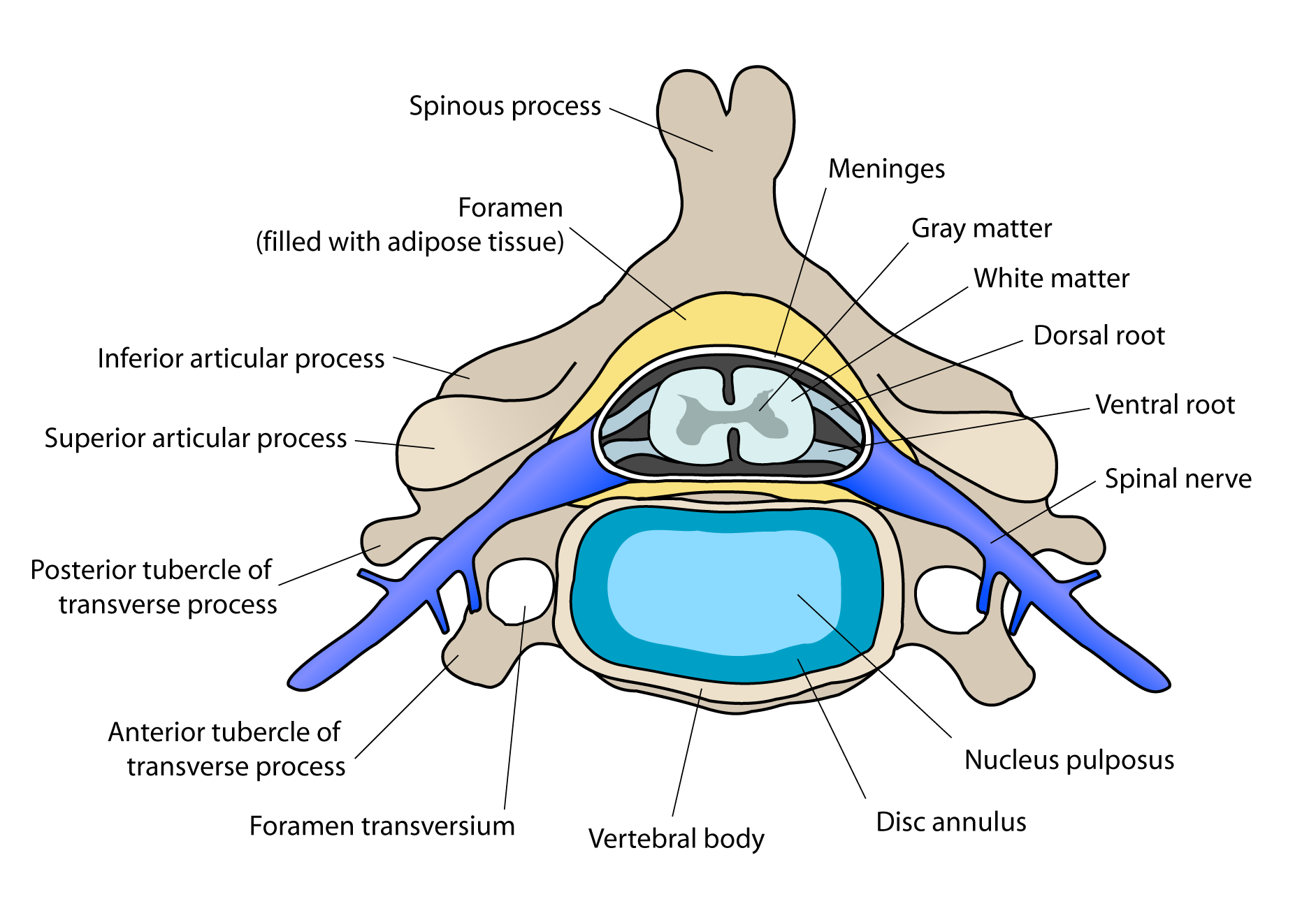
مکان نمونه‌ای از عصب نخاعی

هر عصب نخاعی به صورت ترکیبی از الیاف عصبیست که از ریشه‌های پشتی و شکمی نشأت می‌گیرند. ریشه پشتی، آوران حسی است و اطلاعات حسی را به مغز منتقل می‌کند. ریشه شکمی وابران حرکتی است که اطلاعات را از مغز برون می‌آورد. عصب نخاعی از ستون نخاعی، و از طریق دهانه (سوراخ بین‌مهره‌ای) بین مهره‌های مجاور، نشأت می‌گیرد. این حالت برای تمام اعصاب، بجز اولین جفت عصب نخاعی (C1) برقرار است، که از بین استخوان پس‌سری و اطلس (اولین مهره) نشأت می‌گیرد؛ لذا، اعصاب گردنی با مهره‌های زیرین شمرده می‌شوند، بجز عصب نخاعی C8، که زیر مهره C7 و بالای مهره T1 قرار دارد. سپس اعصاب سینه‌ای، کمری و خاجی براساس مهره‌های بالایی شمرده می‌شوند. در مورد مهره‌های کمری‌شده S1 (یا نام دیگرش L6) یا خاجی‌شده L5، اعصاب اغلب تا L5 شمرده شده و عصب بعدی را S1 نامگذاری می‌کنند.

طرح‌واره ای که ساختار نمونه‌ای از یک عصب را نشان می‌دهد.
1. وابران پیکری
2. آوران پیکری
۳٬۴٬۵. وابران سمپاتیک
۶٬۷. آوران خودمختار

ستون مهره‌های بیرونی، اعصاب را به شاخه‌هایی تقسیم‌بندی می‌کند. راموس پشتی شامل اعصابی است که به عنوان بخش خلفی تنه، حامل اطلاعات احشایی حرکتی، پیکری حرکتی و ییکری حسی به/از پوست و عضلات پشتی (عضلات اپاکسیال) می‌باشد. راموس شکمی، شامل اعصابی است که به بخش‌های قدامی تنه و اندام فوقانی و تحتانی (عضلات هیپاکسیال) خدمات رسانی کرده و حامل اطلاعات حرکتی احشایی، حرکتی پیکری و حسی به/از سطح شکمی-بیرونی (شکمی-جانبی یا شکمی-طرفی)، ساختارهای درون دیواره بدن و اندام می‌باشد. شاخه‌های مننژی (اعصاب راجعه مننژی یا مهره‌ای سینوسی)، از عصب نخاعی منشعب شده و به سوراخ بین مهره ای مجدداً وارد می‌شوند تا به رباط‌ها، سخت شامه، عروق خونی، دیسک‌های بین‌مهره‌ای، مفاصل فاست و پریوستئوم مهره‌ها عصب‌دهی کنند. شاخه‌های ارتباطی (راموس کامیونیکنزها) شامل اعصاب خودمختاری اند که دارای عملکردهای احشایی بوده و اطلاعات حرکتی و حسی احشایی را از/با اعضای احشایی انتقال می‌دهد.
برخی از شاخه‌های ارتباطی با شاخه‌های ارتباطی مجاور-قدامی یکی شده تا تشکیل شبکه‌ای عصبی داده، و بدین طریق شبکه‌ای از اعصاب به هم مرتبط بوجود آید. اعصابی که از یک شبکه نشأت می‌گیرند، شامل الیافی از اعصاب نخاعی مختلف اند که اکنون به همراه همدیگر به سوی برخی اهداف مکانی می‌روند. شبکه‌های اصلی شامل گردنی، بازویی، کمری و خاجی اند.

## ارجاعات
1. ↑  "Spinal Nerves". National Library of Medicine. Retrieved 12 April 2014.

- مشارکت‌کنندگان ویکی‌پدیا. «Spinal Nerve». در دانشنامهٔ ویکی‌پدیای انگلیسی.